# Tsundere

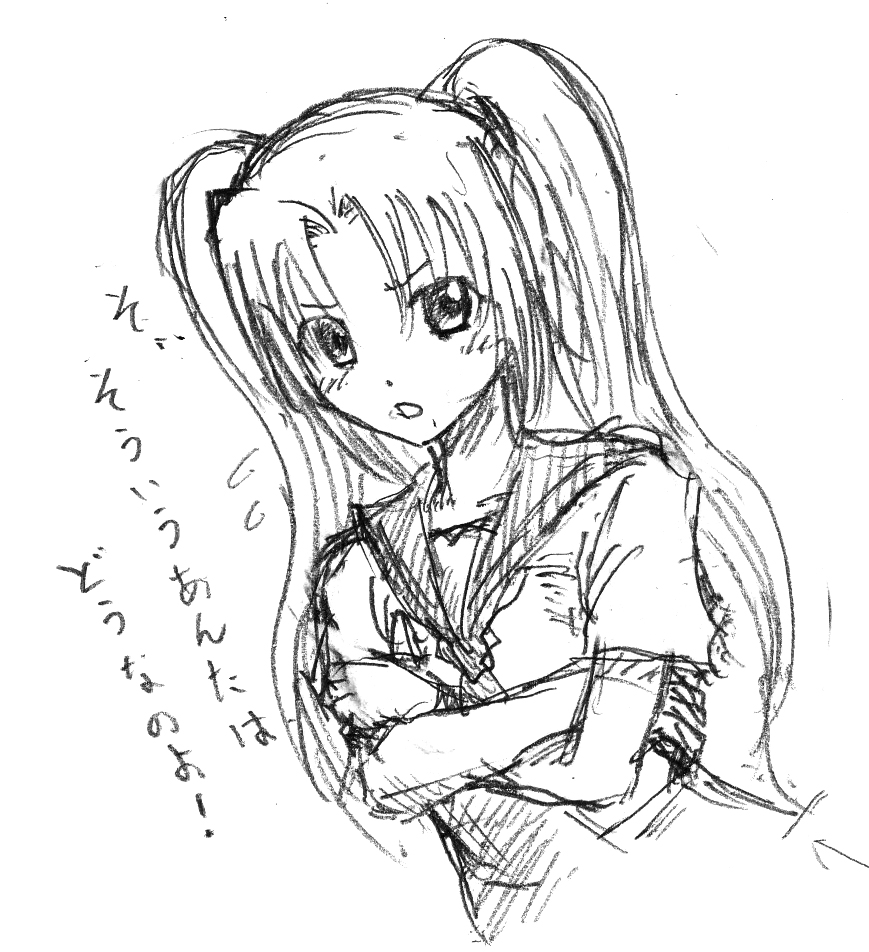
Typowa ilustracja postaci będącej tsundere

Tsundere (jap. ツンデレ lub つんでれ) – (1) słowo w języku japońskim oznaczające osobę chłodną uczuciowo, zamkniętą w sobie, posępną, ale która w pewnym momencie zmienia się w ciepłą, przyjazną, zakochaną, prezentującą delikatne uczucia, (2) japoński termin określający proces rozwoju osobowości postaci, występującej w kulturze masowej, która początkowo zimna, porywcza, oschła, nieufna (nawet wroga) stopniowo okazuje się cieplejszą, przyjazną, powoli otwiera się ku innym osobom i odkrywa swoją wrażliwą stronę. Słowo to pochodzi z połączenia dwóch wyrażeń: tsun-tsun (jap. ツンツン lub つんつん) oznaczającego „odwracanie się z niesmakiem” oraz dere-dere (jap. デレデレ lub でれでれ) oznaczającego osobę „kochaniutką i sympatyczną”. Termin tsundere początkowo występował głównie w „grach bishōjo”, jednak stał się później elementem kultury otaku, występującym w wielu innych mediach. Termin zyskał większą popularność dzięki grze Wieczność, której pragniesz.

## Terminologia
Pojęcie to używane jest coraz częściej w Japonii. W dzielnicy Akihabara w Tokio pojawiło się „tsundere café”  (i kolejne w innych miejscach), a skrzyżowanie słów tsundere ze słowem „Cinderella” (Kopciuszek) zostało nominowane do nagrody w kategorii modne słowo w 2006 roku. Fabryka zabawek Tomy Co. wyprodukowała pierwszy na świecie „tsundere” przenośny telewizor. Daje on wskazówki audio ostrym głosem, który stopniowo staje się milszy. Pojęcie to coraz częściej pojawia się w anime, wywołując w Internecie dyskusje na temat jego znaczenia i pochodzenia, gdzie klasyfikują postacie jako „tsundero-genne”. 
Inną przyjętą definicją tsundere jest dziewczyna, która posiada wewnętrzne, buntownicze nastawienie do innych. Najczęściej skierowana jest w stronę głównego bohatera, zazwyczaj mężczyzny, który jest krytykowany w taki czy inny sposób. Wraz z rozwojem akcji jej uczucie do niego staje się coraz silniejsze, a czasem nawet zakochuje się w nim.
Organizator comiketów, Kōichi Ichikawa, opisał Lum Invader z Urusei Yatsura jako pierwszą moe-tsundere. Inne postacie z takich mang i anime, jak: Melancholia Haruhi Suzumiyi, Love Hina, Naruto, Genshiken, Toradora!, Lucky Star i Saber z Fate/stay night nie są określane jako tsundere pomimo posiadania przez nich typowych cech. Rie Kugimiya to jedna z najsławniejszych seiyū specjalizująca się w podkładaniu głosów pod postacie tsundere w takich anime, jak: Shana z Ognistooka Shana, Louise z Zero no Tsukaima i Nagi z Hayate no Gotoku!.